# Gozdno obdobje
Gozdno obdobje (Woodland period) je arheološko obdobje v vzhodnih in vlažnih gozdovih Severne Amerike, za katerega je značilno postopno prehajanje iz preprostih arhaičnih lovsko-nabiralniških kultur v bolj razvite družbene oblike, pri katerih pa kmetijstvo v nasprotju s kasnejšo Misisipijsko kulturo še ni prevladalo. Znotraj Gozdnega obdobja je najbolj poznan razvoj Graditeljev gomil. Poznamo tri faze Gozdnega obdobja:
- Zgodnje gozdno obdobje (Early Woodland period; 1000-200 pr. n. št.): zanj je značilno, da je zaradi vplivov od zunaj prihajalo do kulturnih inovacij, npr. do pričetka gradnje gomil, do razvoja obrednega življenja, do razvoja lončarjenja in ponekod do zgodnjih poljedelskih opravil, čeprav je bila kultivacija buč, izpričana že v arhaičnem obdobju, plod domače tradicije [1][2]. Znotraj kulturnega območja Zgodnjega gozdnega obdobja je najbolj poznana Adenska kultura, ki se je razvila kot prva izmed kultur Graditeljev gomil.

- Srednje gozdno obdobje (Middle Woodland period; 200 pr. n. št.-400 n.š.): za to obdobje so značilni večji grobni kompleksi in pogostejša uporaba poljedelstva. V glavnem se prekriva z območjem kulture Hopewell [3], čeprav so poleg te kulture obstajale tudi številne manjše, npr. na jugovzhodu Kultura Swift Creek, ki je izdelovala potiskano lončevino  in v glavnem ni poznala kmetovanja [4].

- Pozno gozdno obdobje (Late Woodland period; 400-1000 n.š.): zanj je značilen porast v produkciji hrane. Prehod med Srednjim in Poznim gozdnim obdobjem se je zgodil nekje med letoma 300 in 500 n.š.[2][5].